# Martin Dostál (režisér)
Martin Dostál (* 18. února 1962) je český dokumentarista a režisér.

## Životopis
Na počátku osmdesátých let 20. století (1982–1984) pracoval jako asistent v barrandovských filmových ateliérech. Následně se přihlásil na Filmovou a televizní fakultu Akademie múzických umění (FAMU), kde v letech 1984 až 1989 vystudoval produkci, a dále pokračoval mezi roky 1990 a 1995 studiem dějin umění na pražské Filozofické fakultě Univerzity Karlovy. Pedagogicky působí na Fakultě umění a architektury Technické univerzity v Liberci.

## Dílo
Dostál je tvůrcem:
- televizní reklamy (spolu s Janem Svěrákem či Ivanem Zachariášem)
- kurátor výstav současného umění (výstavy Jiřího Davida, Petra Pastrňáka, Václava Stratila, Tomáše Císařovského, Stanislava Diviše, Jana Merty, Jakuba Špaňhele nebo Františka Matouška).
- režie tří předsmetanovských oper uváděných v Národním divadlem v Praze
- režíroval filmové dokumenty zaměřené na životní osudy významných kulturních osobností (Karel Höger, Jan Tříska, Ivan Vyskočil, Petr Weigl, Zdeněk Mácal, Stanislav Kolíbal či Jiří Dokoupil)
- v roce 2004 natočil spolu s Janem Svěrákem dokumentární film o Zdeňku Svěrákovi nazvaný Tatínek
- v dubnu 2025 jmenován uměleckým ředitelem a šéfkurátorem Slovenské národní galerie